# Лексис

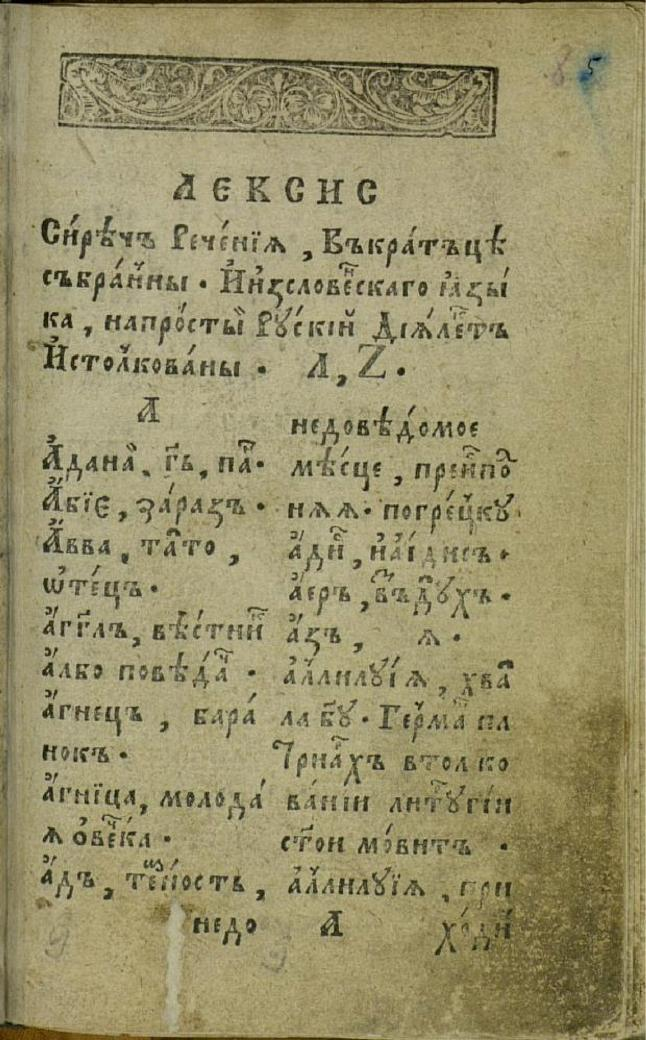
Лаврентій Зизаній. Лексис (1596)

«Лексис…» (староцерк.-слов. ЛЄКСИС Си́рѣчъ Рече́нїѧ, Въкра́тъцѣ събра́н꙽ны. И҆ и҆ꙁ словеⷩ҇скаго ꙗ҆́ꙁы́ка, на про́сты̏ Рꙋ́скій Діѧ́леⷦ҇тъ И҆стол꙽кова́ны.) — перший друкований церковнослов'янсько-український словник Лаврентія Зизанія, що вийшов у світ у Вільні 1596 року. Словник відіграв значну роль у подальшому розвитку східнослов'янської лексикографії.
Реєстр словника організований за диференційним принципом (тобто подаються тільки ті церковнослов'янські слова, що відмінні від українських формою чи значенням), налічує 1061 вокабулу.
Зизаній перший в історії українського й східнослов'янського мовознавства розробив та застосував більшість основних лексикографічних методів упорядкування словника. Його «Лексис…» був зразком й основою «Лексикона» Памва Беринди, російських азбуковників тощо.

## Приклади
Приклади українських слів у «Лексисі» Зизанія:

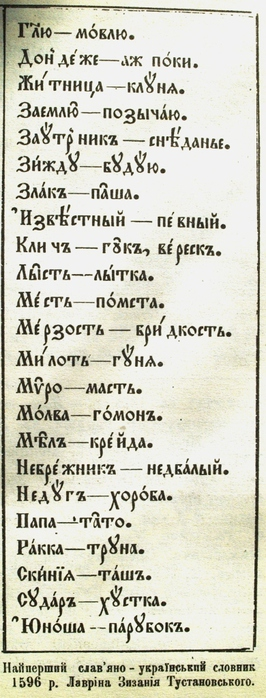
Приклади українських слів у «Лексисі» Лаврентія Зизанія (з книги Івана Огієнка)

| Церковнослов'янська | «Проста руська» | Сучасна українська  | Зображення |
| ------------------- | --------------- | ------------------- | ---------- |
| Благодать           | ласка           | ласка               |            |
| Враждую́             | ворогую́         | ворогую             |            |
| Глаголю             | мо́влю           | кажу, говорю, мовлю |            |
| Жи́тница             | стодо́ла, клꙋ́нѧ  | стодола, клуня      |            |
| Заємлю҄              | позыча́ю         | позичаю             |            |
| Мє́сть               | по́мста          | помста              |            |
| Мрак                | морокъ          | морок               |            |
| Кощꙋнство           | жартъ           | жарт                |            |
| Недꙋг               | хоро́ба          | хвороба             |            |
| Трꙋд                | пра̑ца           | праця               |            |
| Юроди́вый            | дурный          | дурний              |            |

## Згадки в художній літературі
Словник згадано в третій дії комедії Миколи Куліша «Мина Мазайло» (1929).